# Vice Squad
Vice Squad is een Britse punkrockband, geformeerd in 1979 in Bristol uit de twee andere lokale punkbands The Contingent en TV Brakes. Songwriter en zanger Beki Bondage (geboren Rebecca Bond) was een van de oprichters van de band. Hoewel er een tijd was dat de band een andere zanger had, formeerde ze de band opnieuw in 1997.

## Bezetting
Leden
- Beki Bondage (zang)
- Paul Rooney (gitaar)
- Wayne Firefly (basgitaar)
- Peter Munrope

Voormalige leden
- Dave Bateman † (gitaar)
- Mark Hambly (basgitaar)
- Shane Baldwin (drums)
- Julia Rumbelow (zang)
- Mark 'Sooty' Byrne (gitaar)
- Jon Chilcott (basgitaar)

- Michael Giaquinto (basgitaar)
- Wayne Cotton (basgitaar)
- Kev Taylor
- Tony Piper (drums)
- Violet the Canonball (Sarah Stow)
- Django

## Geschiedenis
Vice Squad werd opgericht in 1979 met een aanvankelijke bezetting van Beki Bondage (zang), Dave Bateman (gitaar), Mark Hambly (basgitaar) en Shane Baldwin (drums), en speelde haar eerste optreden in Bristol's Anson Rooms op 12 april 1979. Bateman en Baldwin waren eerder lid geweest van de TV Brakes. De eerste publicatie van TV Brakes was het nummer Nothing, dat werd opgenomen op de compilatie van Avon Calling uit 1979. Leden van de band waren betrokken bij het opzetten van het Riot City-label met Simon Edwards en werd een van de belangrijkste punklabels van die tijd. Vice Squad had wat tijd nodig om verdere impact te maken en speelde in 1980 slechts zes optredens. De eerste single Last Rockers in 1981 werd goed ontvangen en verkocht meer dan 20.000 exemplaren en bracht bijna veertig weken door in de Britse Indie-hitlijst. De opvolger Resurrection bereikte nummer 4 en de band ondernam een tournee ter ondersteuning van UK Subs. De singles kregen airplay en steun van BBC Radio 1 deejay John Peel en de band nam twee sessies op voor zijn show in 1981 en 1982.
In 1981 tekende de band bij het grote label EMI Records (bij hun Zonophone-dochteronderneming), wat tot veel kritiek binnen het DIY-punkcircuit leidde. Hun eerste album No Cause For Concern werd eind 1981 uitgebracht en bereikte nummer 32 in de Britse Album Chart. Een tweede album volgde in 1982 en de band begon aan een tournee door de Verenigde Staten en Canada. Bij terugkeer uit de Verenigde Staten kondigde Bondage aan dat ze de band zou verlaten. Ze ging naar Ligotage en later Beki en de Bombshells en zonder haar werd Vice Squad door EMI geschrapt. De band ging echter door met het vervangen van Bondage door de nieuwe zangeres Lia Rumbelow (die voorheen bekend stond als Jools en de zanger was van de lokale band Affairs of the Heart). De nieuwe bezetting, inclusief de manager van de band, Mark 'Sooty' Byrne op de tweede gitaar, tekende bij Anagram Records en nam een sessie op voor de BBC-radioshow van David Jensen. Vice Squad ging verder met singles als Black Sheep en You'll Never Know, maar de verkoop liep terug en in 1985 ging de band uit elkaar. Dave Bateman overleed in 2007.
Bondage formeerde in 1997 een nieuwe versie van Vice Squad, samen met voormalige leden van The Bombshells, nadat ze waren overgehaald om het oude materiaal uit te voeren op het Holidays in the Sun-festival. De bezetting was aanvankelijk Bondage op zang, Paul Rooney (gitaar), Stilton (basgitaar) en Pumpy (drums). De ritmesectie werd eind 1999/begin 2000 vervangen door Michael Giaquinto (basgitaar) en Tony Piper (drums). Deze nieuwe bezetting nam verschillende albums op en toerde door Europa en de Verenigde Staten. In 2006 brachten ze het album Defiant uit, geproduceerd door Rooney.
2008 werd besteed aan het opnemen van het album Fairground for the Demented, dat werd opgeschort omdat de band besloot dat de voltooide verzameling nummers niet het 'Old School'-punkgeluid vertegenwoordigde dat de band graag wilde bereiken. Deze verzameling nummers wordt momenteel in digitale vorm uitgebracht met retailers als iTunes en Napster. De grimmige punkstijl werd uiteindelijk gerealiseerd in 2009, toen Vice Squad het album London Underground uitbracht, dat mede geproduceerd werd door Bond en Rooney. Uitgebracht bij hun eigen Last Rockers Label, heeft London Underground lovende kritieken ontvangen op de website Studs And Punks en nummers als Punx United, Old Skool en Sniffing Glue vormen een belangrijk onderdeel van de liveshow van de band.
Vice Squad keerde in 2009 terug naar Amerika tijdens een 18-daagse tournee door de westelijke staten, die London Underground promootte met de Amerikaanse drummer Nick Manning en Wayne Cotton op bas (ex Stuntface bass / frontman) met steun van The Lower Class Brats. Het album Punk Rock Radio werd uitgebracht in 2011. In 2014 werd het nieuwe album Cardboard Country voltooid en op het eigen Last Rockers Records-label van de band uitgebracht, met financiering van fans via de allereerste Pledge Music Campaign van de band.

## Discografie

### Studioalbums
- 1981: No Cause for Concern (Zonophone)
- 1982: Stand Strong Stand Proud (Zonophone)
- 1985: Shot Away (Anagram)
- 1999: Get a Life (Rhythm Vicar)
- 1999: Resurrection (Rhythm Vicar)
- 2000: Lo-Fi Life (Sudden Death)
- 2003: Rich and Famous (EMI Records)
- 2006: Defiant (SOS Records)
- 2009: Unreleased 2008 (Last Rockers)
- 2009: London Underground (Last Rockers)
- 2011: Punk Rock Radio (Last Rockers)
- 2014: Cardboard Country (Last Rockers)
- 2020: Battle Of Britain (Last Rockers)

### Livealbums
- 1981: Live in Sheffield (1981) Chaos Tapes Cat: Live003 – alleen uitgebracht op cassette - gelimiteerde oplage van 3000
Track Listing:
a kant: Resurrection / We're Still Dying / Coward / Young Blood.
b kant: The Times They Are A Changing / 1981 / Change The Record / Saturday Night Special / Sell Out.
- 1988: Live and Loud!! Link

### Compilatie-albums
- 1992: Last Rockers – The Singles (Abstract)
- 1995: The Punk Singles Collection (Anagram)
- 1997: The BBC Sessions (Anagram)
- 1999: The Rarities (Captain Oi! Records)
- 2000: The Very Best Of (Anagram)
- 2001: Bang to Rights: The Essential Vice Squad Collection (2001) (EMI Records)
- 2004: The Riot City Years (Step-1)
- 2007: Fuck Authority (Anarchy)
- 2012Punks for a Princess Vol.2

### Singles
- 1980: Last Rockers (Riot City Records)
- 1981: Resurrection (Riot City)
- 1982: Special Edition Tour EP (Riot City)
- 1982: Out of Reach (EMI/Zonophone)
- 1982: Stand Strong (EMI/Zonophone)
- 1982: State of the Nation (Riot City)
- 1983: Black Sheep (Anagram Records)
- 1984: You'll Never Know (Anagram)
- 1985: Teenage Rampage (Anagram)
- 2000: Lavender Hill Mob (Combat Rock)
- 2009: Santa Claws Is Coming to Town (Last Rockers)
- 2010: Rockin' Around the Christmas Tree (Last Rockers)
- 2011: London Lowlife EP (Last Rockers) – gelimiteerde editie cd-single met vier nummers (nummers: Drama Queen / Plain Jane / Jimmy Jaguar / Dead Doll